# Taurrhina longiceps
Taurrhina longiceps är en skalbaggsart som beskrevs av Hermann Julius Kolbe 1892. Taurrhina longiceps ingår i släktet Taurrhina och familjen Cetoniidae.

## Underarter
Arten delas in i följande underarter:
- T. l. camerunensis
- T. l. elgonica
- T. l. iturica